# Jagdsäbel
Der Jagdsäbel ist ein kurzer Säbel, der zur Jagd geführt wurde. Mit ihm wurden dem durch Hunde gestellten Hirsch die Sehnen an den Hinterläufen durchschlagen, um seine Flucht zu verhindern, das so genannte 'Hessen'. Anschließend tötete ein Jagdherr oder ein Jagdknecht das Tier. Der Jagdsäbel ist eine historische Jagdwaffe. Sie wird nicht mehr verwendet, weil die Hetzjagd verboten und auch aus Tierschutzgründen der Einsatz nicht zu rechtfertigen ist.